# Edwuin Cetré
Edwuin Stiven Cetré Angulo (Cali, Valle del Cauca; 1 de enero de 1998) es un futbolista colombiano. Juega como extremo y su equipo actual es Estudiantes de La Plata de la Primera División de Argentina.

## Trayectoria

### Rocha
Inició su trayectoria jugando en la Liga Vallecaucana de Fútbol con el Atlético Boca Juniors. En marzo de 2016 fue fichado por Rocha Fútbol Club, de la Segunda División Profesional de Uruguay. Debutó el 26 de marzo de 2016 en la derrota como locales 2 por 1 contra Huracán. El primer gol de su carrera lo hace el 5 de junio de 2016 dándole la victoria a su club 2 a 1 sobre Central Español.

### Santos Laguna
Desde diciembre de 2017 entrena con el Club Santos Laguna de la Primera División de México. Debutó con el Santos Laguna el 7 de febrero de 2018 ingresando al minuto 68' por Jonathan Javier Rodríguez en la derrota 2 por 0 en casa del Deportivo Toluca por la Copa de México.
Anotó su primer gol con el equipo el 10 de mayo, en el partido de ida de la semifinal del Clausura 2018 ante el Club América, el partido terminó 4-1 a favor de Santos.

### Junior
El 26 de julio de 2019 llegó a Junior como jugador libre. Debutó el 28 de agosto ingresando al minuto 61' por Daniel Moreno en la victoria de Junior 0-1 en casa del Independiente Medellín. El 9 de agosto hace su primer gol en la victoria 2-0 sobre Bucaramanga por la ida de los octavos de final de la Copa Colombia 2019. Cetré marcó en la vuelta nuevamente en la victoria 2-1 clasificándose a cuartos de final. Su partido más destacado fue en la victoria 1-0 sobre Atlético Nacional provocando el penal y saliendo figura del encuentro, además contra Deportes Tolima le dio al equipo el tiquete a la final del segundo semestre realizando el empate 2-2 permitiendo al club estar en su tercera final en línea. El 28 de febrero de 2020 abrió la victoria de Junior 3-2 sobre Jaguares de Córdoba.

### Deportivo Independiente Medellín
Se integra al Rojo de la Montaña a partir del 1 de enero de 2023. Pasando a formar parte esencial del 11 Inicial del Equipo antioqueño con el cual fue Goleador convirtiendo en 21 ocasiones durante el periodo que jugó allí,  tomando en cuenta todos los torneos que disputó.  siendo su especialidad los disparos a balón parado.

### Estudiantes de La Plata
A fines de enero de 2024 se convierte en jugador del Club Estudiantes de La Plata. La entidad adquirió el 50 por ciento de la ficha, en un monto que rondaría los dos millones y medio de dólares. Por su parte, en lo contractual, Edwuin Cetré firmó un contrato por tres años, es decir, hasta el 31 de diciembre de 2026.
El 6 de abril de 2024 consigue su primer gol en la institución en la goleada de Estudiantes de La Plata sobre Central Córdoba por 5 a 0.
El 5 de mayo de 2024 integra el equipo que obtiene la Copa de la Liga Profesional 2024. El 26 de agosto de 2024 convierte el gol del empate 1-1 ante Boca Juniors.
El 21 de diciembre de 2024 integró el banco de suplentes del equipo que obtuvo el Trofeo de Campeones de la Liga Profesional 2024, en el triunfo de Estudiantes de La Plata ante Vélez Sarsfield por 3-0 en el Estadio Único Madre de Ciudades de Santiago del Estero.

## Selección nacional

### Categoría inferiores
Colombia Sub-15
Participó por primera vez con una selección nacional en enero de 2013 para disputar el Mundialito Tahuichi “Paz y Unidad”, competencia de la cual resultó campeón. En agosto disputó la "Copa de México de Naciones", fue eliminado en cuartos de final por Uruguay y registró dos goles en la competencia. Participó en el Campeonato Sudamericano de Fútbol Sub-15 de 2013, anotó dos goles ante Venezuela y fue subcampeón al perder la final ante Perú.
Colombia Sub-16
En marzo de 2014 se coronó campeón de los Juegos Suramericanos de 2014 al derrotar en la final a Argentina por marcador de 2-1. En agosto disputó la "Copa de México de Naciones", fue eliminado en cuartos de final por Estados Unidos y registró dos goles en la competencia.
Colombia Sub-17
En diciembre de 2014 disputó la Copa UC Sub-17 de 2014, anotó dos goles y se proclamó campeón de la competencia al derrotar en la final a la Universidad Católica. Participó en el Campeonato Sudamericano de Fútbol Sub-17 de 2015, anotó dos goles y no consiguió la calificación a la Copa Mundial de Fútbol Sub-17 de 2015.
Colombia Sub-23
En agosto de 2019 el director técnico de la selección sub-23 Arturo Reyes incluye a Edwuin entre los 20 convocados para los partidos amistosos de preparación frente a las selecciones sub-23 de Brasil y Argentina, para el torneo preolímpico a disputarse en Colombia en 2020. Finalmente en enero de 2020 fue seleccionado dentro de los 23 jugadores que disputarían el torneo. 

#### Participaciones en Sudamericanos
| Sudamericano             | Sede     | Resultado    | Partidos | Goles |
| ------------------------ | -------- | ------------ | -------- | ----- |
| Sudamericano Sub-17 2015 | Paraguay | Sexto puesto | 8        | 2     |

#### Participciones en Preolímpicos
| Torneo                        | Sede     | Resultado    | Partidos | Goles | Asis- |
| ----------------------------- | -------- | ------------ | -------- | ----- | ----- |
| Preolímpico Sudamericano 2020 | Colombia | Cuarto lugar | 7        | 4     | 0     |

## Estadísticas

### Clubes
Actualizado al último partido disputado el 17 de agosto de 2025.
| Club                              | Div.          | Temporada     | Liga  | Liga  | Liga  | Copas Nacionales | Copas Nacionales | Copas Nacionales | Copas Internacionales | Copas Internacionales | Copas Internacionales | Total | Total | Total | Media Goleadora |
| Club                              | Div.          | Temporada     | Part. | Goles | Asis. | Part.            | Goles            | Asis.            | Part.                 | Goles                 | Asis.                 | Part. | Goles | Asis. | Media Goleadora |
| --------------------------------- | ------------- | ------------- | ----- | ----- | ----- | ---------------- | ---------------- | ---------------- | --------------------- | --------------------- | --------------------- | ----- | ----- | ----- | --------------- |
| Rocha · Uruguay                   | 2.ª           | 2016          | 9     | 1     | 0     | -                | -                | -                | -                     | -                     | -                     | 9     | 1     | 0     | 0.11            |
| Rocha · Uruguay                   | Total         | Total         | 9     | 1     | 0     | 0                | 0                | 0                | 0                     | 0                     | 0                     | 9     | 1     | 0     | 0.11            |
| Santos Laguna · México            | 1.ª           | 2017-18       | 11    | 1     | 1     | 4                | 0                | 0                | -                     | -                     | -                     | 15    | 1     | 1     | 0.07            |
| Santos Laguna · México            | 1.ª           | 2018-19       | 4     | 0     | 0     | -                | -                | -                | -                     | -                     | -                     | 4     | 0     | 0     | 0               |
| Santos Laguna · México            | Total         | Total         | 15    | 1     | 1     | 4                | 0                | 0                | 0                     | 0                     | 0                     | 19    | 1     | 1     | 0.05            |
| Junior · Colombia                 | 1.ª           | 2019          | 18    | 4     | 1     | 3                | 2                | 0                | -                     | -                     | -                     | 21    | 6     | 1     | 0.29            |
| Junior · Colombia                 | 1.ª           | 2020          | 19    | 3     | 1     | 3                | 0                | 0                | 11                    | 1                     | 1                     | 33    | 4     | 2     | 0.12            |
| Junior · Colombia                 | 1.ª           | 2021          | 38    | 7     | 3     | 2                | 0                | 0                | 9                     | 1                     | 0                     | 49    | 8     | 3     | 0.16            |
| Junior · Colombia                 | 1.ª           | 2022          | 43    | 2     | 3     | 8                | 1                | 1                | 7                     | 0                     | 0                     | 58    | 3     | 4     | 0.05            |
| Junior · Colombia                 | Total         | Total         | 118   | 16    | 8     | 16               | 3                | 1                | 27                    | 2                     | 1                     | 161   | 21    | 10    | 0.13            |
| Independiente Medellín · Colombia | 1.ª           | 2023          | 52    | 20    | 5     | 3                | 1                | 0                | 10                    | 0                     | 2                     | 65    | 21    | 7     | 0.32            |
| Independiente Medellín · Colombia | 1.ª           | 2024          | 1     | 0     | 0     | -                | -                | -                | -                     | -                     | -                     | 1     | 0     | 0     | 0               |
| Independiente Medellín · Colombia | Total         | Total         | 53    | 20    | 5     | 3                | 1                | 0                | 10                    | 0                     | 2                     | 66    | 21    | 7     | 0.32            |
| Estudiantes de La Plata Argentina | 1.ª           | 2024          | 22    | 3     | 1     | 16               | 2                | 3                | 5                     | 1                     | 2                     | 43    | 6     | 6     | 0.14            |
| Estudiantes de La Plata Argentina | 1.ª           | 2025          | 18    | 2     | 2     | 2                | 0                | 0                | 5                     | 1                     | 0                     | 25    | 3     | 2     | 0.12            |
| Estudiantes de La Plata Argentina | Total         | Total         | 40    | 5     | 3     | 18               | 2                | 3                | 10                    | 2                     | 2                     | 68    | 9     | 8     | 0.13            |
| Total carrera                     | Total carrera | Total carrera | 235   | 43    | 17    | 41               | 6                | 4                | 47                    | 4                     | 5                     | 323   | 53    | 26    | 0.16            |

### Selección
| Selección      | Año            | Amistosos | Amistosos | Copa América* | Copa América* | Copa Mundial | Copa Mundial | Eliminatorias | Eliminatorias | Total | Total |
| Selección      | Año            | Part.     | Goles     | Part.         | Goles         | Part.        | Goles        | Part.         | Goles         | Part. | Goles |
| -------------- | -------------- | --------- | --------- | ------------- | ------------- | ------------ | ------------ | ------------- | ------------- | ----- | ----- |
| Sub-15         |                |           |           |               |               |              |              |               |               |       |       |
| 2013           | --             | --        | --        | --            | --            | --           | 6            | 2             | 6             | 2     |       |
| Total          | --             | --        | --        | --            | --            | --           | 6            | 2             | 6             | 2     |       |
| Sub-17         |                |           |           |               |               |              |              |               |               |       |       |
| 2014           | 5              | 2         | 3         | 0             | --            | --           | --           | --            | 8             | 2     |       |
| 2015           | --             | --        | --        | --            | --            | --           | 8            | 2             | 8             | 2     |       |
| Total          | 5              | 2         | 3         | 0             | --            | --           | 8            | 2             | 16            | 4     |       |
| Sub-23         |                |           |           |               |               |              |              |               |               |       |       |
| 2019           | 2              | 1         | --        | --            | --            | --           | --           | --            | 2             | 1     |       |
| 2020           | 1              | 0         | --        | --            | --            | --           | 7            | 4             | 8             | 4     |       |
| Total          | 3              | 1         | --        | --            | --            | --           | 7            | 4             | 10            | 5     |       |
| Total Colombia | Total Colombia | 8         | 3         | 3             | 0             | --           | --           | 21            | 8             | 32    | 11    |

## Palmarés

### Campeonatos nacionales
| Título                     | Equipo                  | País      | Año    |
| -------------------------- | ----------------------- | --------- | ------ |
| Primera División de México | Santos Laguna           | México    | C-2018 |
| Superliga de Colombia      | Junior                  | Colombia  | 2020   |
| Copa de la Liga            | Estudiantes de La Plata | Argentina | 2024   |
| Trofeo de Campeones        | Estudiantes de La Plata | Argentina | 2024   |

### Campeonatos internacionales
| Título               | Equipo                    | Sede     | Año  |
| -------------------- | ------------------------- | -------- | ---- |
| Juegos Suramericanos | Selección Colombia Sub-17 | Santiago | 2014 |

## Redes sociales
- Instagram

- Datos: Q30186091